# 셀마 휴스턴

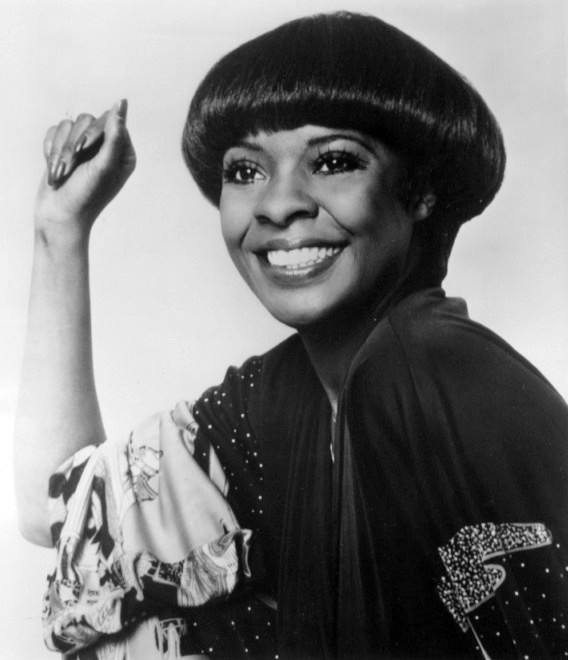

셀마 휴스턴(Thelma Houston, 1946년 5월 7일 ~ )는 미국의 싱어송라이터, 작곡가, 배우, 음악가, 가수, 텔레비전 배우, 영화배우이다.